# Bianca Buitendag
Bianca Buitendag (født 9. november 1993) er en sydafrikansk surfer.
Hun repræsenterede Sydafrika under sommer-OL 2020 i Tokyo, hvor hun vandt sølv i surfing for damer.